# 丹笑山
丹笑山（1949年—），男，回族，山东冠县人，中华人民共和国政治人物，曾任国有重点大型企业监事会主席。